# Place de l'Indépendance (Madrid)
Pour les articles homonymes, voir Place de l'Indépendance.
La place de l'Indépendance (en espagnol : Plaza de la Independencia) est une place publique de la ville de Madrid, capitale de l'Espagne.

## Situation
Située en bordure de l'angle nord-ouest du parc du Retiro, la place est traversée par la rue d'Alcalá qui marque la limite entre les arrondissements de Salamanca au nord et du Retiro au sud. Elle est reliée aux rues Serrano, au nord, Salustiano Olózaga, au nord-ouest, et Alphonse XII, au sud.

## Dénomination
La place est nommée en référence à la Guerre d'indépendance espagnole, plus particulièrement les sièges de 1808 et 1809 à Saragosse.

## Monument
Le rond-point central de la place est occupé par la porte d'Alcalá, inaugurée en 1778.

## Institutions et services
Le siège de la Chambre de commerce de Madrid occupe l'immeuble situé au numéro 1 de la place.

## Transports
La ligne 2 du métro circule sous la place qui est accessible par la station Retiro. La place est également desservie par quinze lignes de bus.